# Dystopia
Dystopia (укр. Антиутопія) — американський музичний колектив, що виник у 1991 році в окрузі Орандж, штат Каліфорнія. Гурт працює у жанрах краст-панк і сладж-метал. Вони здобули популярність як серед прихильників хеві-металу, так і серед панк-слухачів, передусім завдяки своїй похмурій, мізантропічній естетиці. У своїх текстах Dystopia часто порушують теми людських переживань, а також соціальних і політичних проблем, таких як охорона довкілля, расова рівність, вживання психоактивних речовин і права тварин.

## Історія
Гурт створили басист Тодд Кісслінг, гітарист Метт «Мауз» Паррільйо та ударник Філ Мартінес, згодом замінений Діно Соммезе, який став ударником і вокалістом після виходу Дена Кауфмана у 1993 році. Dystopia діяли з 1991 до 2008 року, випустили три студійні альбоми, кілька сплітів та EP, й здобули культовий статус серед прихильників андеграунд-сцени.

## Учасники
Остаточний склад (1993—2008)
- Тодд Кісслінг — бас
- Метт Паррільйо — гітара, бек-вокал, семпли
- Діно Соммезе — ударні, головний вокал

### Попередні учасники
- Ден Кауфман — вокал (1991—1993)
- Філ Мартінес — ударні (1991)

## Дискографія
Студійний альбом
- Human = Garbage 12-дюймовий (1994, Life Is Abuse/Misanthropic Records)
- The Aftermath 12-дюймовий (1999, Life Is Abuse/Misanthropic Records)
- Дистопія CD/LP (2008 Життя — це зловживання)

Мініальбоми
- Backstabber 7-дюймовий (1997, Life Is Abuse/Misanthropic Records/Common Cause

Концертні альбоми
- Демозапис Live in the Studio (1992, самостійний випуск)